# Ruud Krol
Pour les articles homonymes, voir Krol.
Rudolf Jozef Krol, dit Ruud Krol ou encore Rudi Krol, né le 24 mars 1949 à Amsterdam (Pays-Bas), est un footballeur international néerlandais. Considéré par beaucoup comme le meilleur défenseur gauche de l'histoire du football, il fait partie du Club van 100 et est un joueur club de la sélection néerlandaise qui atteint 2 finales consécutives de Coupe du Monde en 1974 puis 1978.

## Biographie
Il joue en tant que défenseur central principalement avec Ajax Amsterdam, club avec lequel il remporte trois ligues des champions et une coupe intercontinentale. 
Avec l'équipe des Pays-Bas, il est par deux fois finaliste de la coupe du monde de football.

### En club
C'est en 1969 qu'il débute en tant que titulaire dans l'équipe d'Ajax Amsterdam. Avec cette équipe il remporte trois Coupe d'Europe des clubs champions en 1971, 1972 et 1973, une coupe intercontinentale en 1972, deux supercoupes d'Europe en 1972 et 1973, six titres de champion des Pays-Bas et quatre coupes des Pays-Bas. Cette liste montre bien la domination de l'équipe d'Ajax Amsterdam au début des années 1970, Rudi Krol ayant eu une influence déterminante avec ses coéquipiers Johan Cruyff, Johan Neeskens et Johnny Rep.
Rudi Krol, avec l'équipe d'Ajax Amsterdam, est à l'origine du « football total » où les défenseurs n'hésitaient pas à se porter à l'attaque lorsque l'occasion se présentait et ne se limitaient pas à un rôle défensif.
Il est troisième au classement des meilleurs joueurs européens en 1979 et se voit sacré meilleur joueur étranger du championnat d'Italie en 1981, il est par ailleurs le premier grand joueur étranger de l'histoire du Napoli.
Durant sa carrière il aura joué un total de 457 matches en club.

### En équipe nationale
Krol fait ses débuts dans l'équipe des Pays-Bas en 1969 à l'occasion d’un match contre l'équipe d’Angleterre.
Il termine deuxième de la coupe du monde de 1974 (défaite contre l'équipe d'Allemagne) et deuxième de la coupe du monde de 1978 (défaite contre l'équipe d'Argentine).
Krol est pendant longtemps le capitaine de l'équipe des Pays-Bas ; il compte 83 sélections pour 4 buts avec cette équipe. 
Il quitte l'équipe des Pays-Bas en 1983.
Il bénéficie d'une sélection en équipe FIFA en 1979, et d'une autre en équipe d'Europe en 1982.

### Entraîneur
Il a été sélectionneur de l'Égypte et entraîneur-adjoint des Pays-Bas (1999-2002).
En juin 2006, il devient entraîneur de l'AC Ajaccio qui évolue en Ligue 2.
D'octobre à novembre 2013, il dirige l'équipe de Tunisie à l'occasion des barrages de la Coupe du monde 2014.
En janvier 2014, il est nommé entraîneur de l'ES Tunis. Le 25 mai 2014, il est démis de ses fonctions après la seconde défaite du club en Ligue des champions africaine.
Il prend la tête du Raja de Casablanca le 11 juin 2015. Il a été démis de ses fonctions, le 4 novembre 2015, après la défaite du RCA face au FUS en demi-finale de la Coupe du Trône, sur le score de 2-0. Il aura passé moins de six mois sur le banc du RCA. Le technicien néerlandais n'a pas survécu à la pénurie de résultats qu'a connue son équipe.
Le 14 janvier 2016, il est nommé entraîneur du Club africain.
Le 31 mai 2018, Ruud Krol fait son retour à la tête de l'équipe du CS Sfaxien. Alors âgé de 69 ans, il s'engage pour une saison.

## Carrière

### Joueur
| Saison    | Club                | Pays     |
| 1968-1980 | Ajax Amsterdam      | Pays-Bas |
| 1980      | Vancouver Whitecaps | Canada   |
| 1980-1984 | SSC Naples          | Italie   |
| 1984-1986 | AS Cannes           | France   |

### Entraîneur
| Saison    | Club                     | Pays           |
| 1989-1990 | FC Malines               | Belgique       |
| 1990-1991 | Servette FC              | Suisse         |
| 1994-1996 | Égypte (adjoint)         | Égypte         |
| 1996-1999 | Zamalek                  | Égypte         |
| 1999-2002 | Pays-Bas (adjoint)       | Pays-Bas       |
| 2002-2006 | Ajax Amsterdam (adjoint) | Pays-Bas       |
| 2006-2007 | AC Ajaccio               | France         |
| 2007-2008 | Zamalek                  | Égypte         |
| 2008-2011 | Orlando Pirates          | Afrique du Sud |
| 2012-2013 | Club sportif sfaxien     | Tunisie        |
| 2013      | Tunisie                  | Tunisie        |
| 2013      | Club sportif sfaxien     | Tunisie        |
| 2014      | ES Tunis                 | Tunisie        |
| 2014      | Al-Ahly SC               | Libye          |
| 2015      | Raja Club Athletic       | Maroc          |
| 2018-2019 | Club sportif sfaxien     | Tunisie        |

## Palmarès joueur

### En club
- Vainqueur de la Coupe Intercontinentale en 1972  avec l'Ajax Amsterdam
- Vainqueur de la Coupe d'Europe des Clubs Champions en 1971, en 1972 et en 1973 avec l'Ajax Amsterdam
- Champion des Pays-Bas en 1970, en 1972, en 1973, 1977, en 1979 et en 1980 avec l'Ajax Amsterdam
- Vainqueur de la Coupe des Pays-Bas en 1970, en 1971, en 1972 et en 1979 avec l'Ajax Amsterdam

### En équipe des Pays-Bas
- 83 sélections et 4 buts entre 1969 et 1983
- Participation à la Coupe du Monde en 1974 (Finaliste) et en 1978 (Finaliste)
- Participation au Championnat d'Europe des Nations en 1976 (3e)

### Distinction individuelle
- Élu 3e au Ballon d'Or en 1979

## Palmarès entraîneur
- Vainqueur de la Coupe d'Égypte en 2008 avec Zamalek
- Champion d'Afrique du Sud en 2011 avec Orlando Pirates
- Champion de Tunisie en 2013 avec le Club sportif sfaxien
- Coupe de la confédération en 2013 avec le Club sportif sfaxien
- Champion de Tunisie en 2014 avec l'ES Tunis
- Coupe nord-africaine en 2015 avec le Raja Club Athletic

## Source
- Marc Barreaud, Dictionnaire des footballeurs étrangers du championnat professionnel français (1932-1997), L'Harmattan, 1997.